# Volkspark Köpenick
Der Volkspark Köpenick ist ein 1929 eröffneter Erholungspark im Berliner Ortsteil Köpenick des heutigen Bezirks Treptow-Köpenick. Die Gestaltung erfolgte nach Plänen des Gartendirektors Erwin Barth. Der Senat von Berlin hat die Grünanlage im Jahr 1993 als Gartendenkmal eingestuft.

## Geschichte
Nach Fertigstellung des Krankenhauses Köpenick beschloss die Köpenicker Ratsversammlung, ein angrenzendes Gebiet als öffentliche Parkanlage gestalten zu lassen. Erste Entwürfe gab es bereits um 1913. Zwischen 1926 und 1929 entstand für die Einwohner und Patienten eine „Grüne Lunge“ mit geraden Alleen, Blumenrabatten, Bänken und Liegewiesen, geplant und ausgeführt unter Leitung von Erwin Barth, der bereits mehrere Schmuckplätze in Berlin gestaltet hatte.
In den 1980er Jahren, zu DDR-Zeiten, erfolgten nach einer Situationsaufnahme leichte Umgestaltungsmaßnahmen unter Verantwortung des Bezirksbauamtes und des Berliner Chefarchitekten Roland Korn.

## Beschreibung
Die Grünanlage befindet sich gegenüber dem Krankenhaus Köpenick und bildet eine knapp sieben Hektar große dreieckige Fläche. Schmuckpflanzungen aus Zierrasen und Staudenrabatten bestimmen den Ostrand des Parks, der über mehrere freie Eingänge verfügt und behindertengerecht angelegt ist. Im Zusammenhang mit dem Bau des Flüchtlingsheims in den 2010er Jahren mussten für gefällte Bäume Ersatzpflanzungen vorgenommen werden. Einige Kiefern hat das Köpenicker Grünflächenamt dabei auch im Volkspark neu gesetzt.
Im Jahr 2015 wurde im Hauptzugangsbereich des Parks auf Initiative des Heimatvereins eine mit Eigenmitteln finanzierte Informationstafel aufgestellt. Sie wurde nach Recherchen von Stefan Förster aus dem Heimatverein inhaltlich gestaltet, stellt die Entstehungsgeschichte dar und zeigt historische Ansichten.
Ein Rentner aus dem nahegelegenen Salvador-Allende-Viertel, Eberhard Aurich, arbeitet in Abstimmung mit dem Bezirksamt ehrenamtlich als Parkranger. 
Eine Baumzählung aus dem Jahr 2016 ergab, dass im Park 810 Bäume, vor  allem Eichen, Ahorn, Kiefern, Robinien, Schwarznüsse und Linden vorhanden sind.

## Sport- und Freizeit
Zentral im Park ist eine offene, leicht modellierte Spiel- und Liegewiese angelegt. Dieser folgen zwei Spielplätze mit Rutsche, Wippe, Schaukeln und einem Klettergerüst. Tischtennisplatten und Ballspielflächen laden ebenfalls zur Nutzung ein.
Im Jahr 2016 fand ein (erstes) Ballon- und Drachenfest auf der zentralen Wiese des Parks statt. Initiiert wurde es unter anderem vom Verein Allende 2 hilft und Refugees welcome, auch die Bewohner des Flüchtlings-Containerdorfes waren tatkräftig dabei.

## Kunst

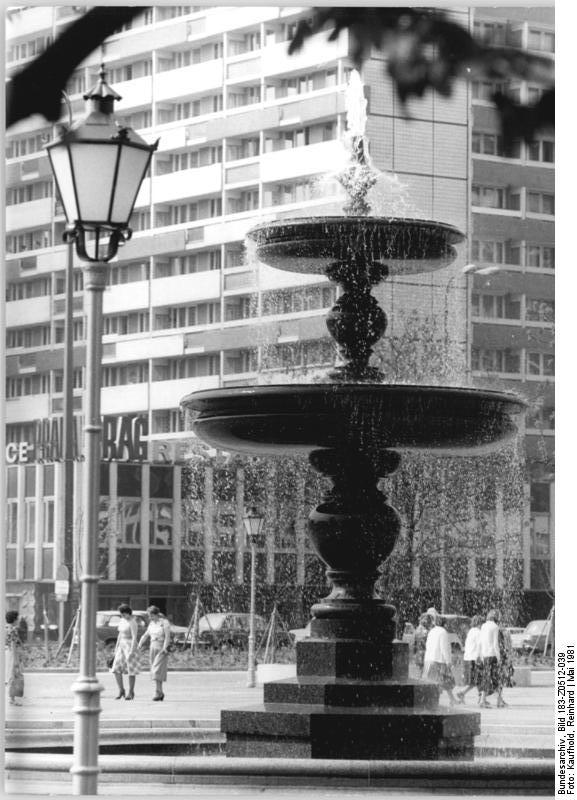
Der Spindlerbrunnen, ab 1927 im Volkspark Köpenick, kehrte im Mai 1981 an seinen ursprünglichen Standort am Spittelmarkt in Berlin-Mitte zurück

Während der Anlage des Parks im Jahr 1927 ließ der Magistrat von Berlin den seit 1891 auf dem Spittelmarkt aufgestellten Spindlerbrunnen (benannt nach seinem Stifter, dem in Köpenick agierenden Wäschereibesitzer Carl Spindler) in den Volkspark Köpenick versetzen. Damit wurde Baufreiheit für die Umgestaltung des Spittelmarkts geschaffen.
Im Jahr 1981 wurde der Brunnen im Volkspark Köpenick ab- und am Spittelmarkt im historischen Berliner Stadtzentrum wieder aufgebaut. 
Nach der politischen Wende ließ der nun zuständige Senat von Berlin den Volkspark weitestgehend nach ursprünglichen Plänen wieder herrichten. Im Jahr 2003 gab das damalige Bezirksamt Köpenick einen neuen Brunnen an Stelle des früheren Spindlerbrunnens bei dem Künstler Hans Loidl aus dem Atelier Loidl Landschaftsarchitekten in Auftrag. Das Kunstwerk besteht aus einem rechteckigen Podest, einem Turm von 3,50 Meter Höhe in einem Brunnenbecken, beides aus gelben Klinkern. Aufgelockert wird die Schmuckanlage durch kleine Fontänen und integrierte Sitzbänke. Der neue Brunnen kann auch als Planschbecken genutzt werden.
Zum Schutz vor wilden Kritzeleien und Zerstörungen organisierte der Heimatverein in Zusammenarbeit mit der Firma Panterdesign mit Schülern der Wilhelm-Bölsche-Schule aus dem Köpenicker Ortsteil Friedrichshagen eine grafische Gestaltung der im Park befindlichen Stadtmöbel.
Im Jahr 2017 sorgte der Heimatverein Köpenick dafür, dass die bisherigen einfarbigen achteckigen Metallpapierkörbe an den Parkwegen mit Fotos von Köpenicker Sehenswürdigkeiten verziert wurden. Die Mittel für diese Aktion kamen aus dem Senatsprogramm „Bunte Nachbarschaft“.